# Ehrenfest-Modell
Das Ehrenfest-Modell (auch als Ehrenfest-Kette bekannt) ist ein stochastisches Modell, das den Stoffaustausch zwischen zwei durch eine Membran getrennte Behältnisse beschreibt. Das Modell wurde zuerst durch den österreichischen Physiker Paul Ehrenfest (1880–1933) vorgeschlagen und ist einer von vielen Beiträgen der Physik zur Entwicklung der mathematischen Theorie der stochastischen Prozesse.

## Das Modell
Bei verschiedenen Substanzen wurde beobachtet, dass die Verteilung der Substanz in einem solchen Experiment im Laufe der Zeit zwar einem Gleichgewichtszustand entgegenstrebt, aber dennoch auch nach Erreichen desselben stets unkontrollierbaren, scheinbar zufälligen Schwankungen ausgesetzt bleibt.
Diesen Umstand versuchte das folgende Modell zu erklären:
Zu Beginn befinden sich in beiden Behältern zusammen eine endliche Anzahl von {\displaystyle N} Partikeln; etwa die einzelnen Moleküle des Stoffes, wovon sich anfangs {\displaystyle l_{0}\leq N} im linken und analog {\displaystyle r_{0}=N-l_{0}\leq N} im rechten Behälter aufhalten. In jedem Zeitschritt wird nun genau eines dieser {\displaystyle N} Teilchen gleichverteilt ausgewählt, das den Behälter wechselt, sodass {\displaystyle l} und {\displaystyle r} in jedem Schritt genau um eins ansteigen oder fallen.
Mathematisch gesehen handelt es sich bei diesem zufälligen Vorgang um eine Markow-Kette {\displaystyle (l_{n})_{n\in \mathbb {N} _{0}}} mit Zustandsraum {\displaystyle \{0,1,2,\ldots N\}} und einer Übergangsmatrix {\displaystyle \Pi =\left(\pi _{a,b}\right)}, gegeben durch
{\displaystyle \pi _{a,b}={\begin{cases}{\frac {a}{N}},&{\text{falls }}b=a-1\,,\\{\frac {N-a}{N}},&{\text{falls }}b=a+1\,,\\0&{\text{sonst}}.\end{cases}}}

## Mathematische Eigenschaften
- Die oben definierte Ehrenfest-Kette besitzt eine eindeutig bestimmte stationäre Verteilung: Ist die Anzahl {\displaystyle l_{n}} der Teilchen im linken (oder rechten) Behälter binomialverteilt mit Parameter {\displaystyle {\frac {1}{2}}}, ist also {\displaystyle P(l_{n}=k)={\binom {N}{k}}{\frac {1}{2^{N}}}} für {\displaystyle k=0,1,\ldots N}, so hat {\displaystyle l_{n+1}} dieselbe Verteilung.

- Die Konvergenz der Kette gegen diese Verteilung ist allerdings nicht gegeben, da die Kette periodisch ist (das erkennt man daran, dass {\displaystyle l_{n}} stets zwischen geraden und ungeraden Zahlen wechselt und somit {\displaystyle P(l_{n}=k)} jedes zweite Mal gleich null ist). Dies kann man umgehen, indem man zur aperiodischen Version der Kette übergeht und die Übergangsmatrix {\displaystyle \Pi } für einen festen Parameter {\displaystyle p\in {]0,1[}} durch die Matrix {\displaystyle {\hat {\Pi }}:=pI_{N+1}+(1-p)\Pi } ersetzt (dabei ist {\displaystyle I_{N+1}} die Einheitsmatrix).
Interpretation: mit Wahrscheinlichkeit {\displaystyle p} bleibt die Anzahl der Teilchen in den Behältern unverändert, mit Wahrscheinlichkeit {\displaystyle 1-p} ändert sie sich nach dem oben beschriebenen Verfahren.
Dadurch wird die Kette aperiodisch und konvergiert für {\displaystyle n\to \infty } gegen die stationäre Verteilung, die sich durch diese Modifikation nicht ändert.

## Beispiel

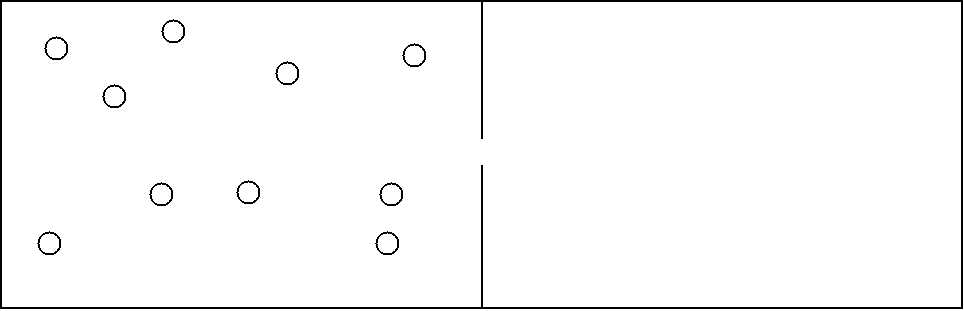
Beispielhafte Darstellung des Ehrenfest-Modells. Zu Beginn befinden sich alle 10 Partikel noch im linken Behälter.

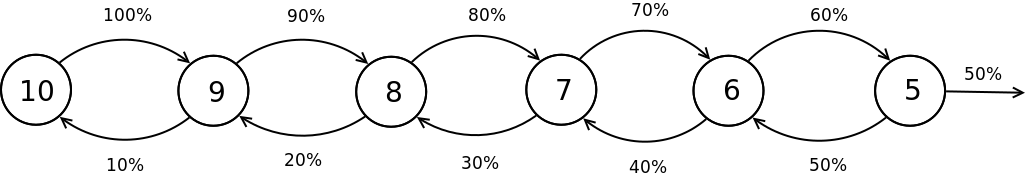
Übergangsgraph (beschränkt auf die Zustände 5 bis 10) mit den Übergangswahrscheinlichkeiten. Die Zustände repräsentieren die Anzahl der Partikel im linken Behälter.

Gegeben seien zwei Behälter, die durch eine Membran voneinander getrennt sind. In dem linken Behälter befinden sich zu Beginn des Experiments {\displaystyle 10} Moleküle und der rechte Behälter ist noch leer. Durch die Membran kann genau ein Molekül pro Zeiteinheit den Behälter wechseln.
Da der rechte Behälter zu Beginn noch leer ist, wird in der ersten Sekunde ein Molekül aus dem linken in den rechten Behälter fliegen. Anschließend befinden sich nur noch {\displaystyle 9} Moleküle in dem linken
Behälter. Nun gibt es zwei Möglichkeiten: Entweder eines der verbleibenden {\displaystyle 9} Moleküle des linken Behälters fliegt in den rechten Bereich, oder das Molekül rechts fliegt wieder zurück in den linken Bereich. Jedes Molekül soll hierbei die gleiche Chance haben, den Behälter zu wechseln. Demnach beträgt die Wahrscheinlichkeit {\displaystyle 90} %, dass ein weiteres Molekül von links nach rechts fliegt. Bei {\displaystyle 8} Molekülen links beträgt diese Wahrscheinlichkeit nur noch {\displaystyle 80} % und so weiter.
Der Übergangsgraph enthält die Zustände {\displaystyle 0} bis {\displaystyle 10}, welche die Anzahl der Moleküle im linken Behälter repräsentieren. Die Markow-Kette startet im Zustand {\displaystyle 10}. Vervollständigt man den Übergangsgraphen und erstellt eine dazu passende Übergangsmatrix, kann man die Wahrscheinlichkeitsverteilungen für die Anzahl Moleküle im linken Behälter für jeden Zeitpunkt bestimmen. Nach {\displaystyle 5} Zeiteinheiten besteht mit einer Wahrscheinlichkeit von {\displaystyle 30{,}2} % zum ersten Mal die Möglichkeit zum physikalischen Gleichgewicht.
Die stationäre Verteilung lässt sich mit Hilfe der oben formulierten Formel
{\displaystyle P(l_{n}=k)=P(l_{n+1}=k)={\binom {10}{k}}{\frac {1}{2^{10}}}} für {\displaystyle k=0,1,\ldots ,10}
ermitteln. Dadurch ergibt sich die Wahrscheinlichkeitsverteilung
{\displaystyle (0.10,0.98,4.39,11.72,20.51,24.61,20.51,11.72,4.39,0.98,0.10)} %.